# Parc national marin Manyange na Elombo-Campo

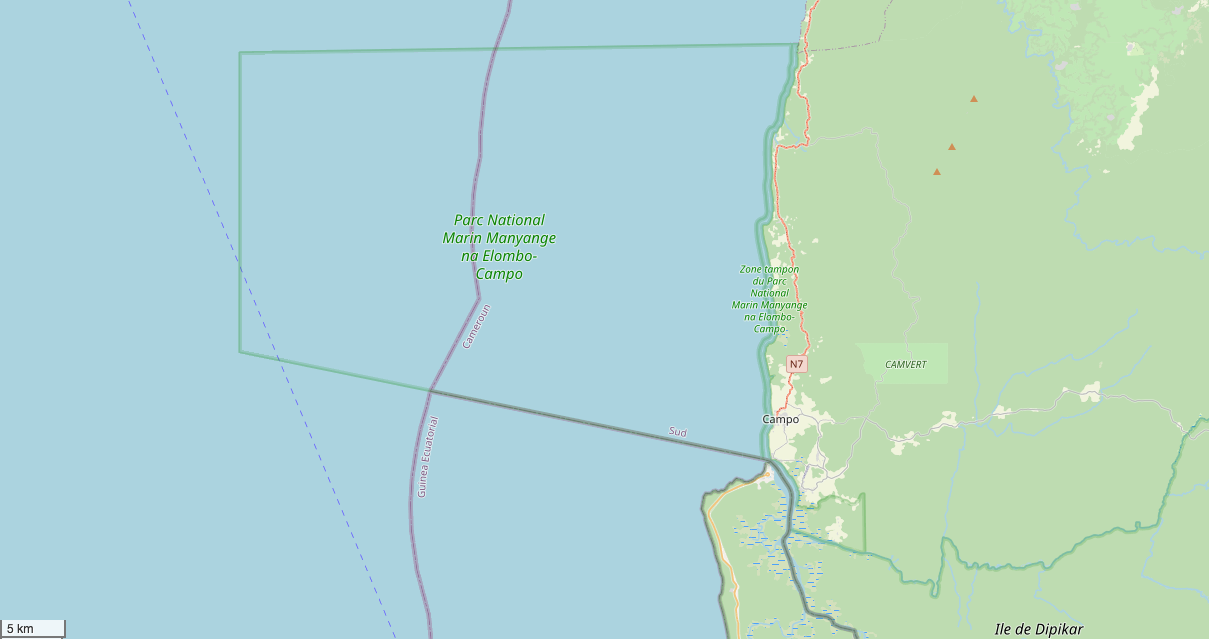
Situation du parc national marin Manyange na Elombo-Campo, région du Sud, longeant la frontière maritime avec la Guinée Équatoriale.

Le parc national marin Manyange na Elombo-Campo, aussi appelé parc national Manyange na Elombo est une aire protégée côtière située dans l'océan Atlantique et dépendant du département de l'Océan, dans la région du Sud, au Cameroun.
Il fut créé par le décret 2021/4804 du 09 juillet 2021. Cette aire marine protégée est la première du pays et s'étend sur 42 364 km² (110 300 hectares), en faisant une aire marine d'importance internationale et essentielle à l'ensemble du golfe de Guinée.

## Historique
Dans les années 1990, des programmes régionaux tels que l'ECOFAC (Programme de conservation et utilisation rationnelle des écosystèmes forestiers de l’Afrique centrale), le COMIFAC (Commission des Forêts d’Afrique Centrale), ou le RAPAC (Réseau des aires protégées d'Afrique centrale) encouragent les états du golfe de Guinée à créer des aires protégées, en mer comme sur le continent. Des chercheurs ont également publié plusieurs documents démontrant les différents intérêts de la création de telles aires de protection de la nature.
Des ONG comme le WWF ou Tropenbos International  œuvrent également à créer des aires protégées forestières et marines, en rachetant des parcelles de terre et en alertant les pouvoirs publics et la presse ; mais leur impact est bien plus limité géographiquement que peut l'être celui d'un état. Par exemple, au Gabon voisin, des observations naturalistes et un dialogue intense auprès des ministères et de la présidence de la République ont permis qu'Omar Bongo crée 4 parcs nationaux côtiers, à partir de 2002.
Malgré le travail de l'ECOFAC, seul le parc national forestier d'Obô (Sao Tomé et Principe) verra le jour en 2006.
En 2014, la Guinée Equatoriale renforce, quant à elle, son système national d’aires protégées avec une Stratégie Nationale et Plan d’Action sur la Biodiversité (SNPAB).
Il s'agit donc, depuis les années 1990 et malgré son morcellement, d'un effort plus ou moins concerté et commun de protection de biotopes spéciaux, essentiels et partagés par plusieurs états et régions qui ont en commun un accès au Golfe de Guinée. Les raisons de préserver et de continuer à protéger ces espaces de vie sauvage sont nombreux : un accès à une eau propre ; des conditions sanitaires plus satisfaisantes pour la vie humaine ; le développement d'un tourisme durable (ou « écotourisme ») ; le maintien de populations locales dépendantes de ces ressources naturelles primaires ; l'accès à des aides internationales pour la protection environnementale ; la responsabilité politique et sociale de ces états ; le développement d'une économie vertueuse autour de ces sanctuaires, etc.
Lors du Ve Congrès mondial des parcs de l’UICN à Durban (Afrique du Sud) en septembre 2003, le président de la République, Paul Biya, a annoncé la création prochaine d'aires marines protégées au Cameroun. Près de 20 ans plus tard, cette première réserve marine prend officiellement forme.
Un institut de recherche (IRAD) est, depuis 2022, en création au Cameroun autour de l'économie bleue dans le pays.

## Description
Le PN marin aurait pour objectif: «de limiter l’incursion des pêcheurs industriels qui appauvrissent la mer en poissons, de protéger les zones de frayères et de préserver certaines espèces halieutiques à l’exemple de la tortue marine, du lamantin d'Afrique et du dauphin à bosse».

### Situation géographique
Le PN marin Manyange na Elombo-Campo se trouve à environ 30 km au sud de la ville de Kribi. La ville la plus proche est Campo, à la frontière avec la Guinée Équatoriale continentale.
À noter une particularité de ce parc marin: il s'arrête 300m environ avant le trait de côte, afin de laisser les populations locales pratiquer des activités non nuisibles à cet environnement ; il s'étend aussi bien au-delà de la ZEE camerounaise en pleine mer.

### Future intégration
Ce parc marin fait en réalité partie d'un ensemble disparate avec deux autres aires protégées différentes: l’une forestière, au Cameroun, le parc national de Campo-Ma’an ; l’autre côtière, en Guinée équatoriale, la Reserva natural de Rio Campo. Ces deux réserves protègent les abords du fleuve camerounais Rio Campo, qui se déverse ensuite dans le parc marin. En 2023, cet ensemble transfrontalier n'est pas encore acté, mais il est déjà une réalité écosystémique sur le terrain.

## Écosystème

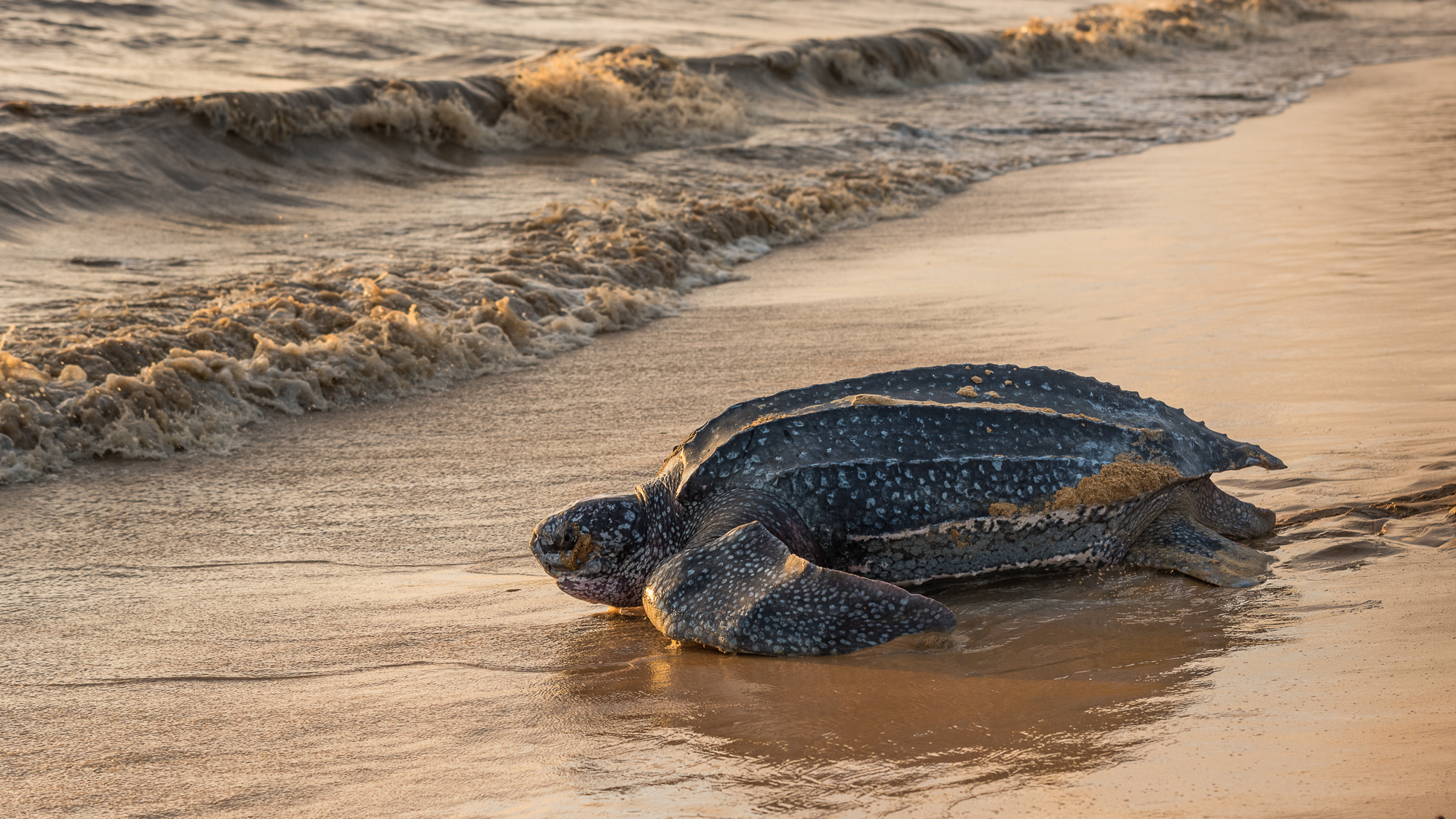
Dermochelys coriacea...
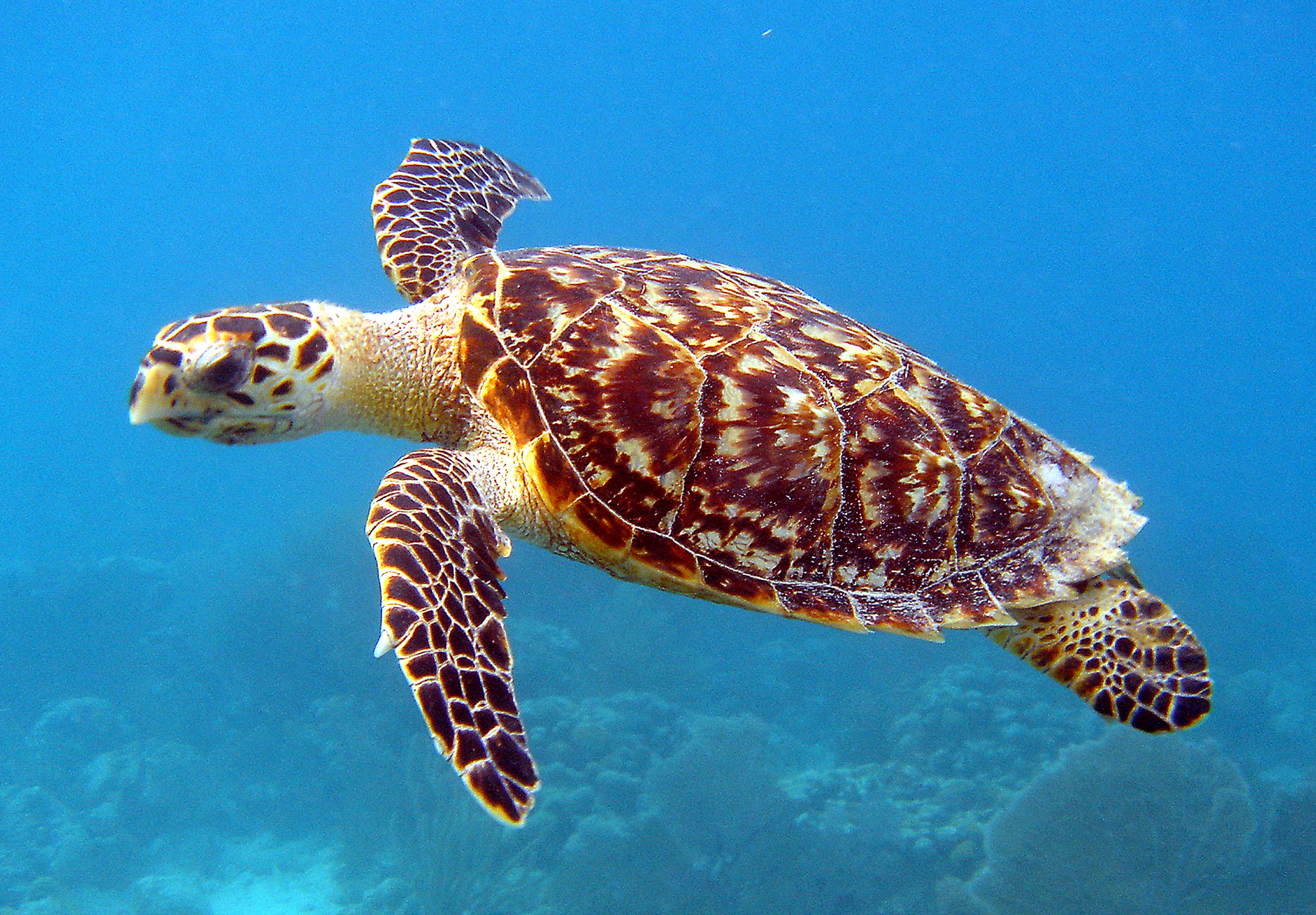
...Eritmochelys imbricata...
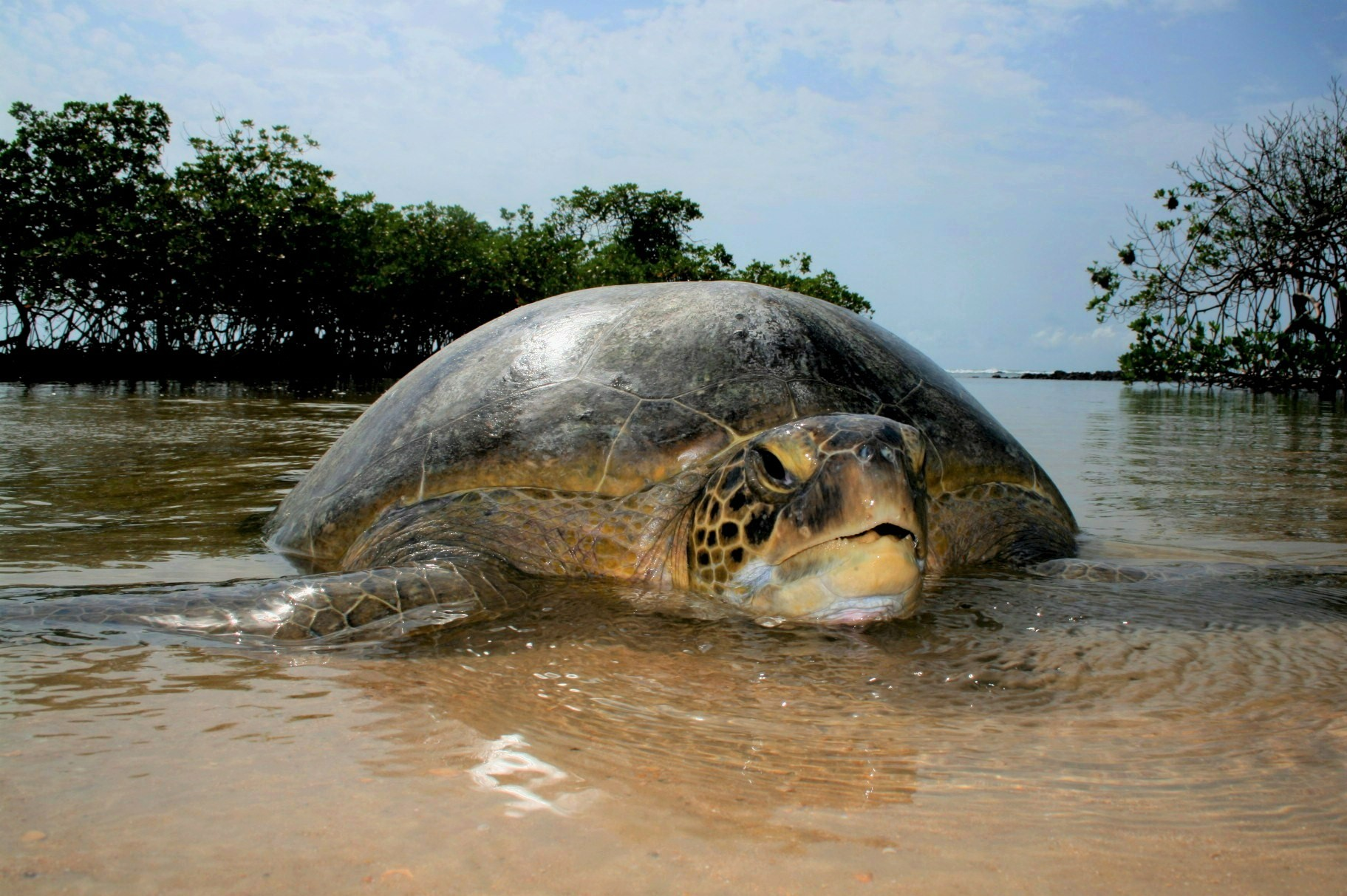
...Chelonia mydas...
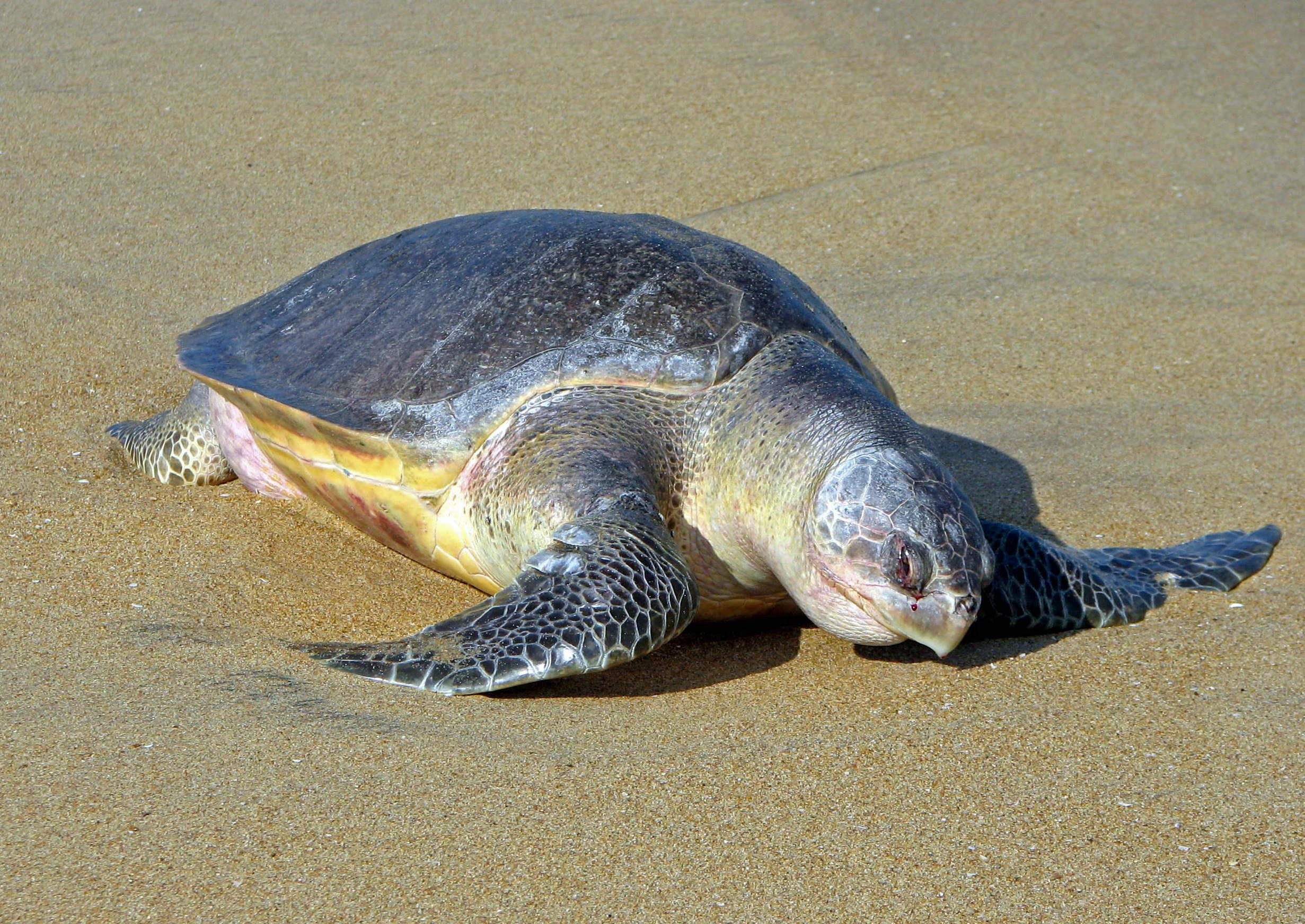
... et Lepidochelys olivacea font partie des espèces menacées d'extinction qui fréquentent le Parc national marin Manyange na Elombo-Campo[4].
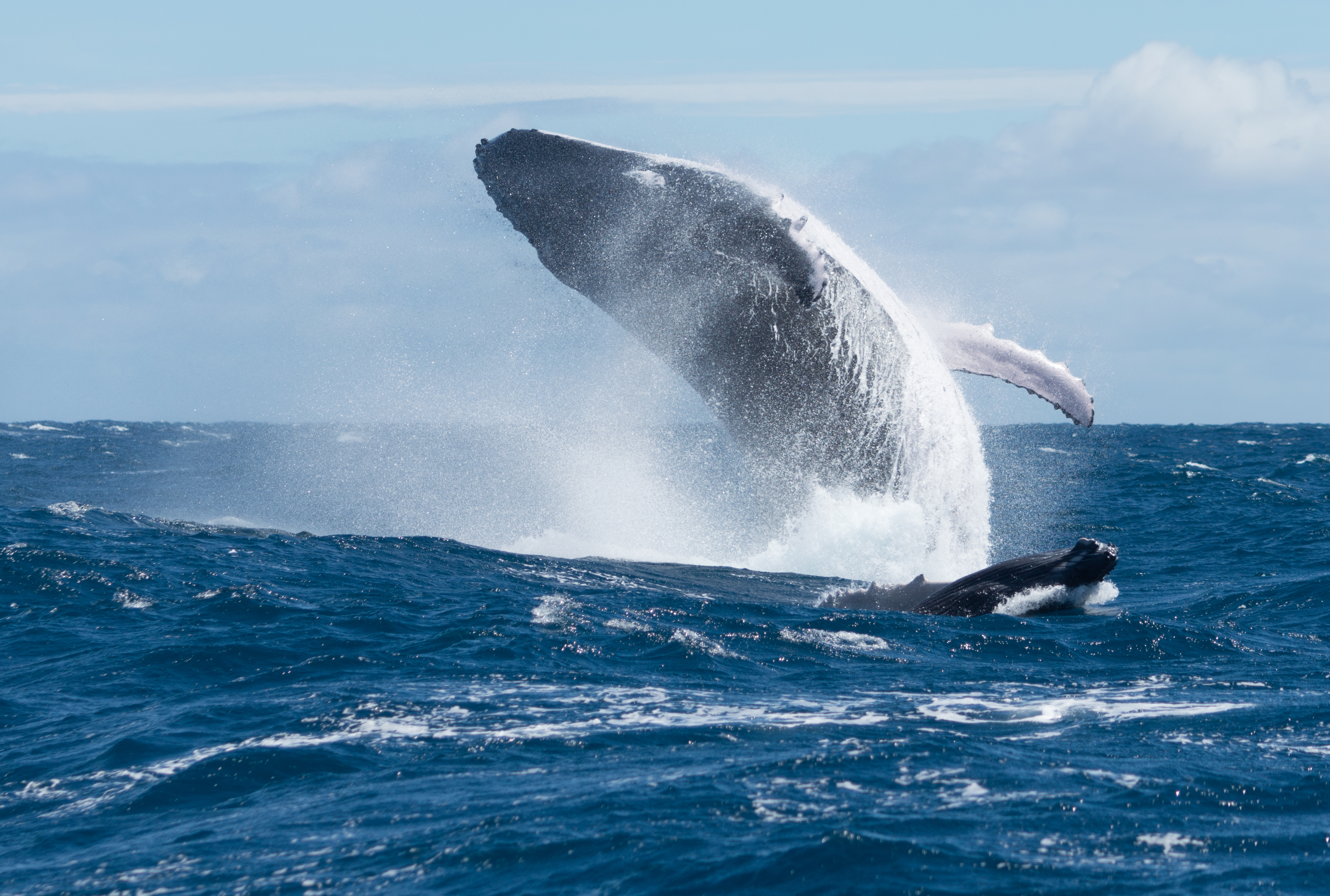
Megaptera novaeangliae (Baleine à bosse et son baleineau). Environ 10 % de la population mondiale s'accouple et met bas ici, entre le Cameroun et les eaux gabonaises[3].
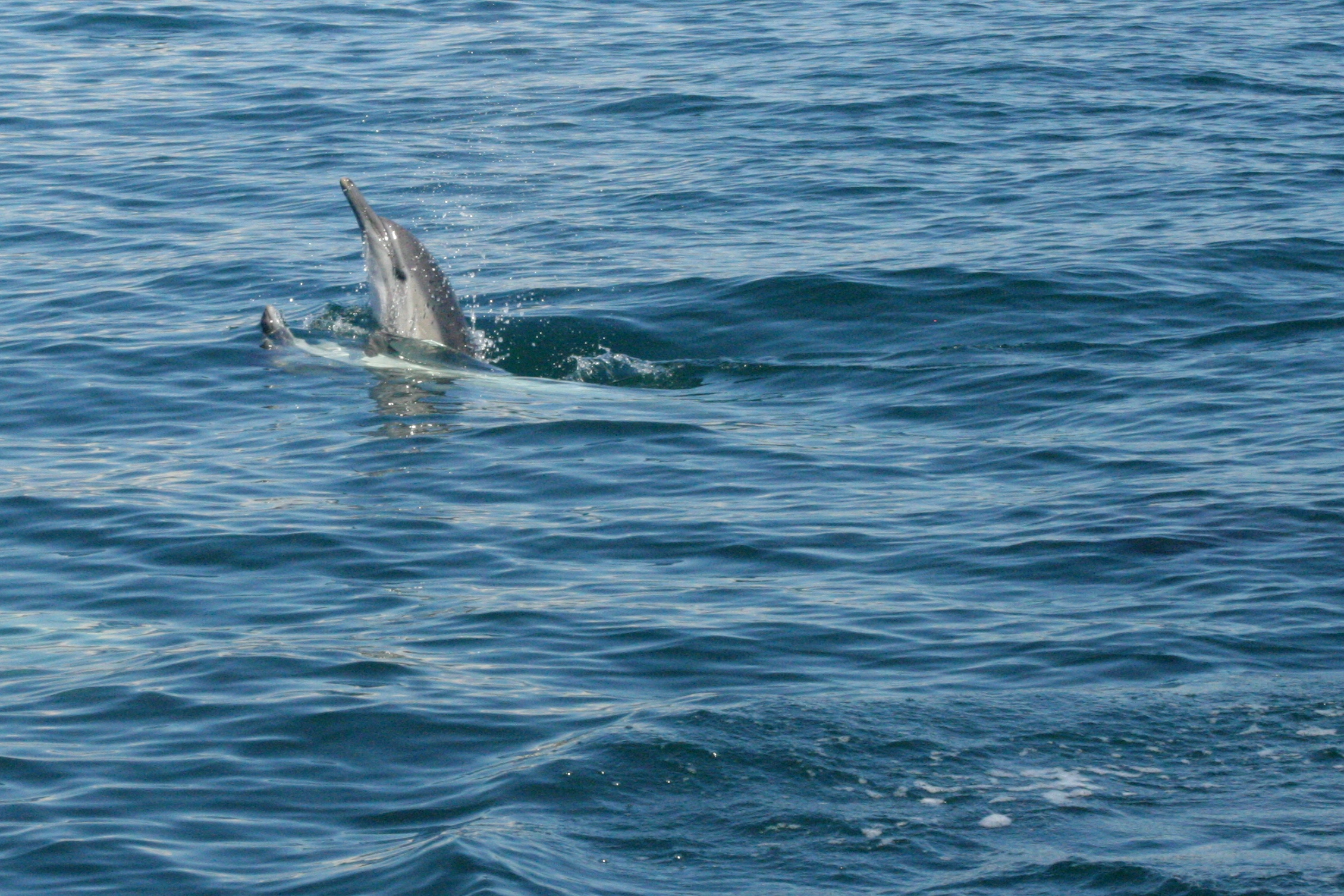
Delphinus capensis (Dauphin à long bec) ;
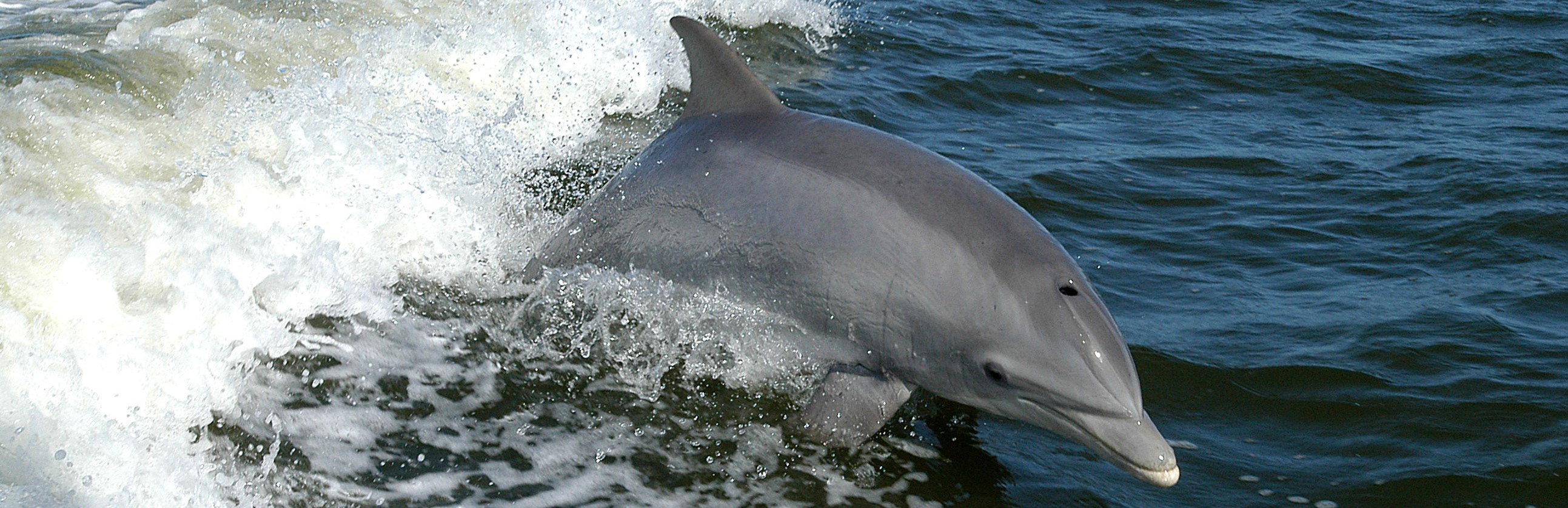
Tursiops truncatus ;
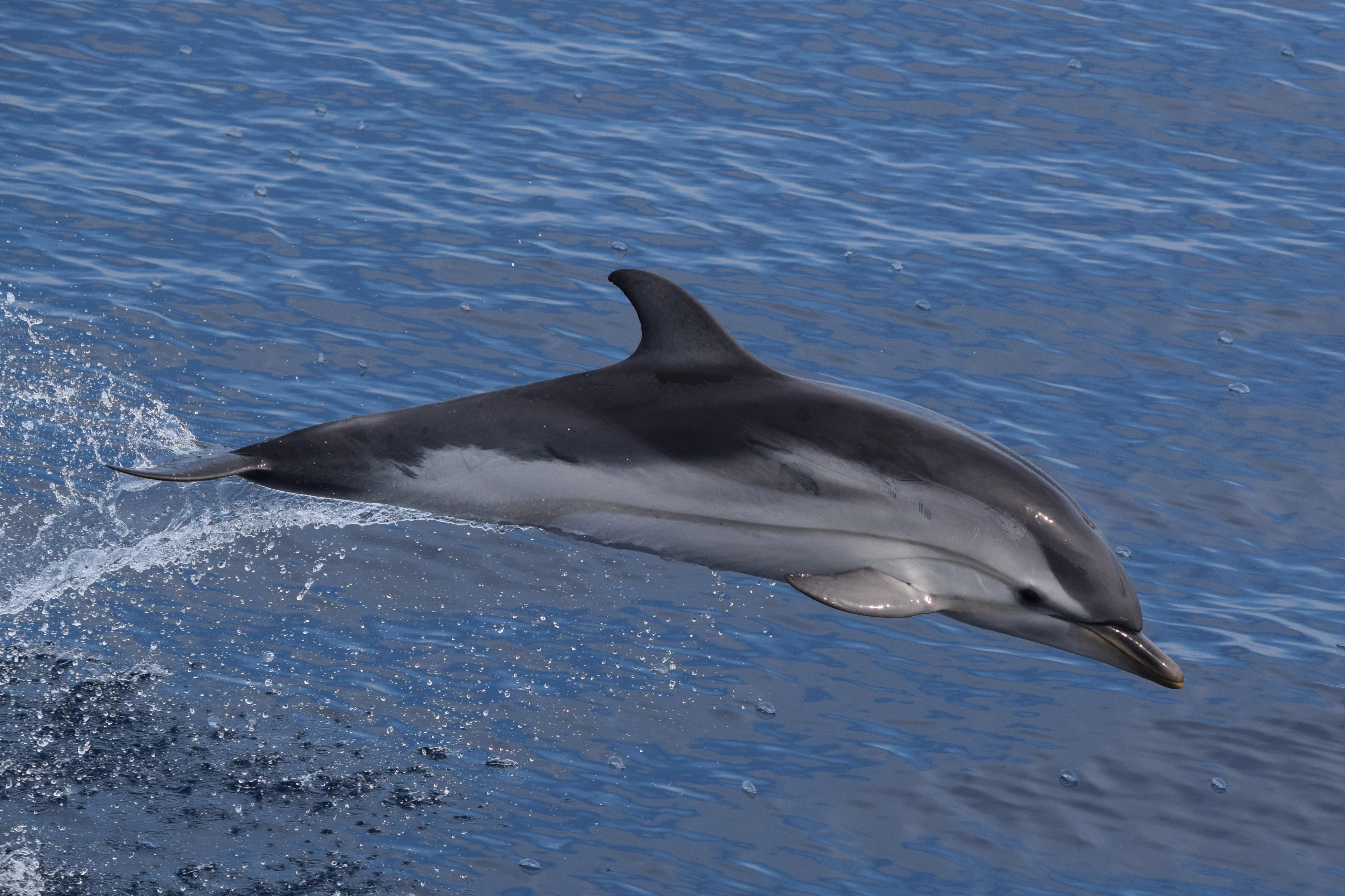
Stenella coeruleoalba ;
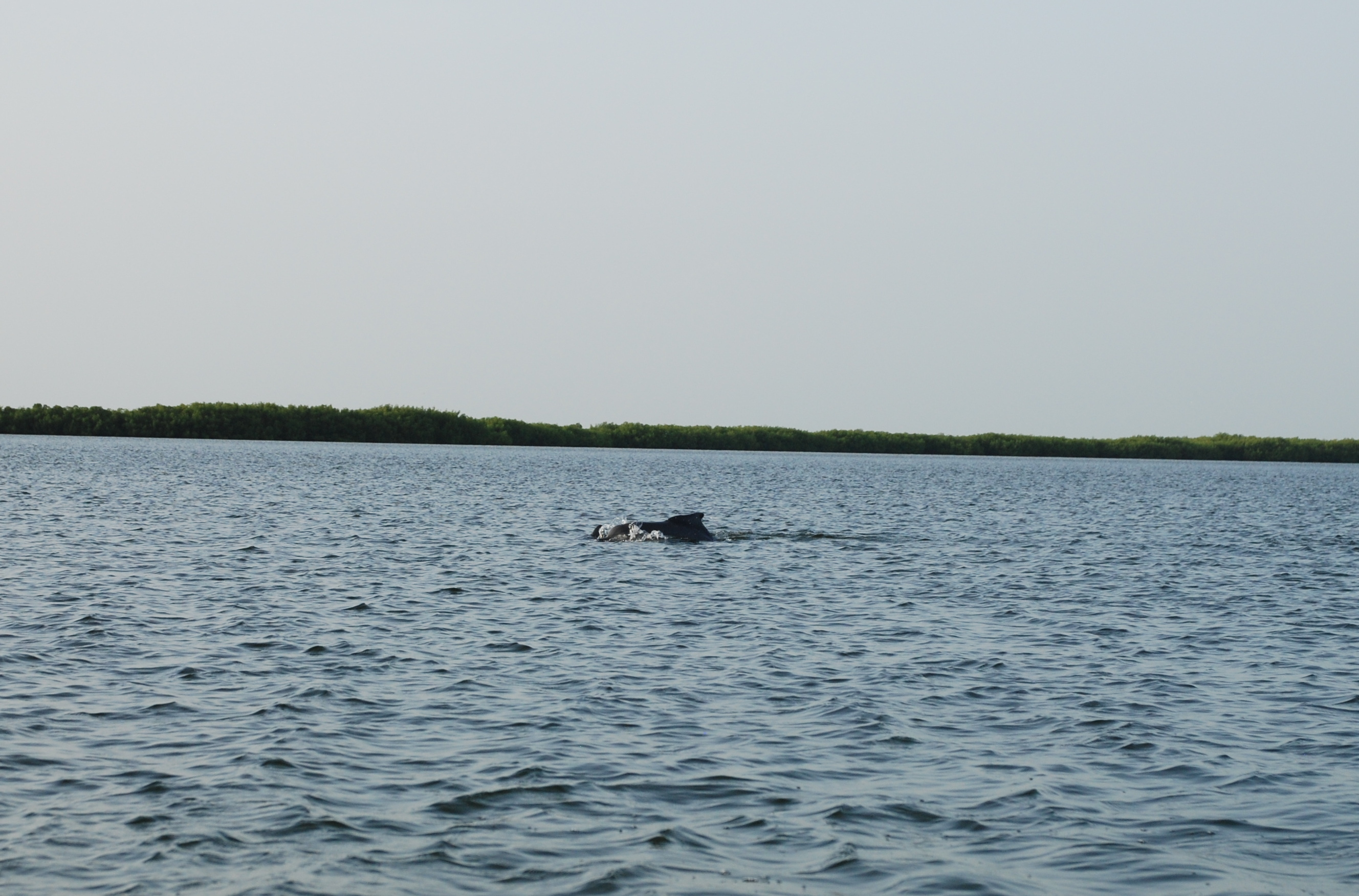
Sousa teuszii (le daupin à bosse). Endémique, il avait disparu depuis 1892... sa présence motive à elle seule la création d'une aire marine protégée[3].

## Aide internationale
En plus d'une enveloppe gouvernementale, le parc national marin fait l'objet d'un soutien financier ou technique de la part de plusieurs états au travers des Nations unies.
À partir de 2022, il est accompagné par l'UNDP, avec une dotation annuelle de plus de 27 000 € destinée à soutenir des programmes pédagogiques autour du nouveau parc national et à évaluer les pressions anthropiques sur le parc.